# Benjamin Pritchard
Benjamin Pritchard, né le 15 mars 1992, est un rameur d'aviron handisport britannique, champion paralympiques à Paris  en 2024.

## Carrière sportive
En 2020, Benjamin Pritchard participe aux Jeux paralympiques d’été de 2020, ne remportant aucune médaille et terminant à la cinquième place dans l’épreuve masculine de Skiff PR1.
En 2022, il participe aux Championnats d’Europe dans l’épreuve masculine de Skiff PR1, remportant la médaille de bronze. La même année, il participe également aux Championnats du monde d'aviron dans la même épreuve et remporte la médaille de bronze.